# Bronisława Rychter-Janowska
Bronisława Anna Waleria Rychter-Janowska h. Ślepowron (ur. 13 lipca 1868 w Krakowie, zm. 29 września 1953 tamże) – polska malarka oraz publicystka.

## Edukacja
Pierwsze lata życia spędziła w Starym Sączu u boku matki, nauczycielki w jednej ze starosądeckich szkół. Tam rozpoczęła naukę na pensji u ss. Klarysek, którą kontynuowała w seminarium nauczycielskim w Krakowie. Pierwszym nauczycielem rysunku i malarstwa był jej starszy brat Stanisław Janowski, student Akademii Sztuk Pięknych w Krakowie. W 1896, po kilku latach pracy w wiejskiej szkole w Siołkowej k. Grybowa, dzięki uzyskanemu stypendium i wsparciu brata, wyjechała do Monachium, gdzie studiowała malarstwo w prywatnych szkołach Antona Ažbe i Simona Hollósy. Pobierała również lekcje u mistrza portretu Franza von Lenbacha. W późniejszym okresie, już jako mężatka, kontynuowała studia we Florencji i Rzymie.

## Twórczość
Twórczość Bronisławy Rychter-Janowskiej wyróżnia subtelność i nastrojowość, mistrzowska gra świateł i cieni. Ulubionym tematem jej prac był polski dwór  i jego wnętrza, kościółki i wiejskie chaty oraz pejzaże. Tytuły obrazów mówią same za siebie: Dworek babuni, Wnętrze salonu, Chata w śniegu, Powrót z kościoła. Również dała się poznać jako portrecistka, w czym niewątpliwą zasługę miały lekcje u „księcia malarzy” von Lenbacha. Wykorzystywała wszystkie techniki malarskie – olej, pastele, akwarele, znane są jej rysunki węglem, tworzyła również makaty i aplikacje. Współpracowała z kabaretem Zielony Balonik w Jamie Michalikowej w Krakowie oraz kabaretami lwowskimi, dla których tworzyła projekty kukiełek. Swoje prace wystawiała w Krakowie, Lwowie, Warszawie, Pradze, Wiedniu, Rzymie, Wenecji i Florencji.

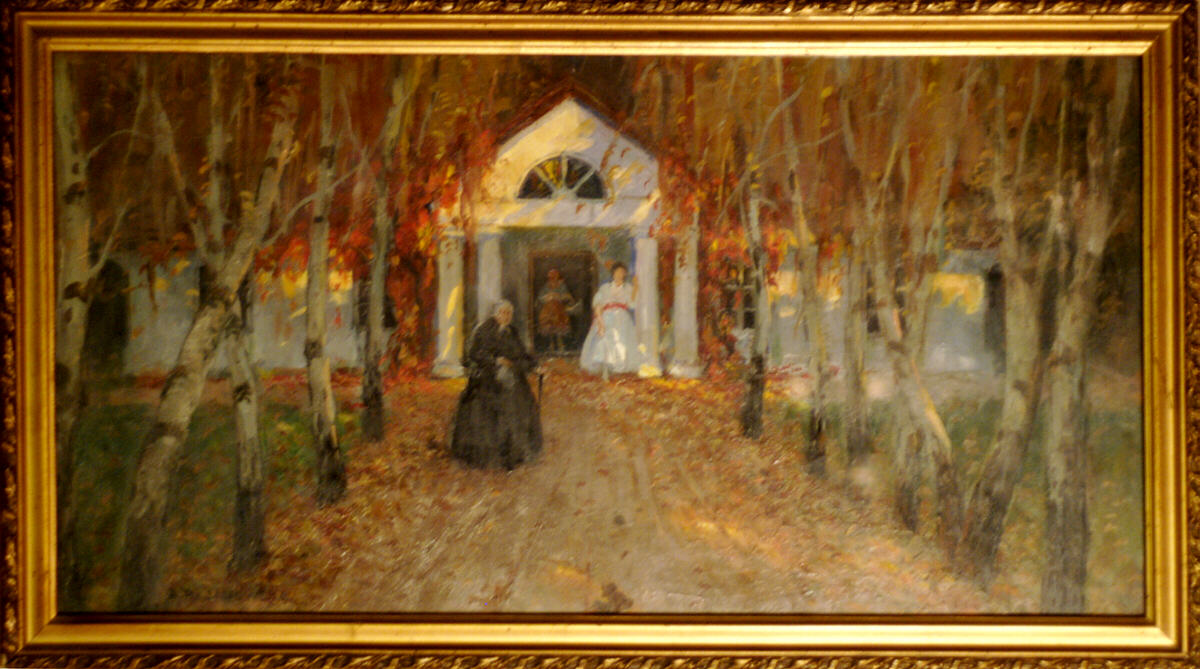
Bronisława Rychter-Janowska, Przed dworem, olej, ok. 1920–1930

W latach 1906–1915 wróciła do matki do Starego Sącza, jednak często wyjeżdżała „w poszukiwaniu piękna”, podróżując po niemal całej Europie i północnej Afryce, dokumentując wrażenia w szkicowniku i na płótnach (Fontanna w Alhambrze, Monte Palegrino, Ogrody w Tivoli, Koloseum, Ruiny greckie, Kartagina). Szczególnie ukochała Włochy: w Rzymie, Neapolu i na Sycylii spędziła prawie trzy lata. Odbyła również podróż do Turcji, przy czym podróż ta miała z jednej strony cel artystyczny, z drugiej była próbą nawiązania rodzinnych kontaktów z dalszymi krewnymi, potomkami Konstantego Borzęckiego.
W 1909 otworzyła w Starym Sączu szkołę malarską, jednak szybko zrezygnowała z jej prowadzenia ze względu na nieprzychylność drobnomieszczańskiej społeczności.
Mniej znaną stroną twórczości Rychter-Janowskiej jest publicystyka i literatura. Drukowała m.in. w „Gazecie Lwowskiej”, Reformie i innych wydawnictwach krakowskich, lwowskich i wiedeńskich. Była autorką kilku dramatów i obszernych pamiętników, obejmujących całe jej długie i bogate życie artystyczne.
W 1917 osiadła na stałe w Krakowie, a jej mieszkanie stało się jednym z najbardziej znanych salonów artystycznych miasta. Tworzyła do ostatnich chwil życia. Swój dorobek sama artystka oszacowała na kilkanaście tysięcy prac. Obrazy Rychter-Janowskiej znajdują się w wielu muzeach polskich i zagranicznych, m.in. w Muzeum Historycznym Miasta Krakowa, Muzeum Szlachty Mazowieckiej w Ciechanowie i Muzeum Watykańskim oraz zbiorach prywatnych. Ze względu na ich również niezaprzeczalną secesyjną dekoratywność cieszą się do dziś dużym powodzeniem na aukcjach antykwarycznych. Spuścizna rękopiśmienna artystki znajduje się w Zbiorach Specjalnych Biblioteki Naukowej PAU i PAN w Krakowie.

## Życie prywatne

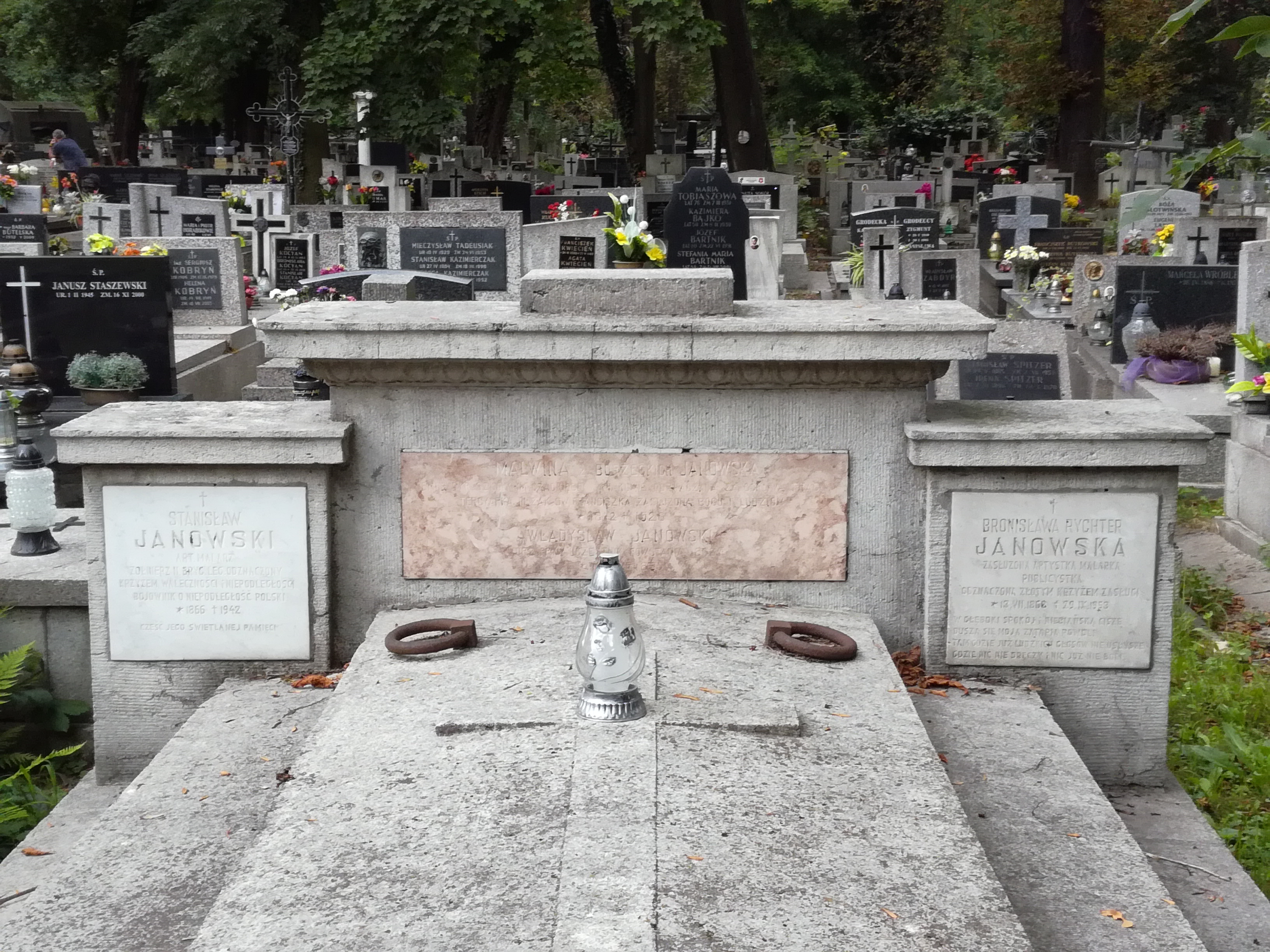
Grób Bronisławy Rychter-Janowskiej i Stanisława Janowskiego na cmentarzu Rakowickim w Krakowie

Rodzicami Bronisławy byli Władysław Janowski (1837–1895), uczestnik powstania styczniowego, urzędnik prywatny oraz Malwina z Borzęckich h. Półkozic (1842–1926). Brat Bronisławy – Stanisław Janowski (1866–1942) – również artysta malarz, był drugim mężem Gabrieli Zapolskiej. 26 października 1900 we Lwowie zawarła związek małżeński z Tadeuszem Rychterem, artystą malarzem, pochodzącym ze znanej lwowskiej rodziny profesorskiej. Małżeństwo było bezdzietne i zakończone po kilku latach separacją. Miała adoptowaną córkę: Matyldę Janowską (1904–1988).
Artystkę pochowano w grobowcu rodzinnym na cmentarzu Rakowickim w Krakowie (kwatera VI-wsch-po praw. Lillingów).

## Ordery i odznaczenia
- Złoty Krzyż Zasługi – 10 listopada 1938 „za zasługi na polu sztuki”[8]